# Better Without You
Better Without You è un singolo del gruppo statunitense Evanescence, pubblicato il 5 marzo 2021 come quinto estratto dall'album The Bitter Truth.

## Descrizione
Amy Lee ha spiegato su Twitter che la canzone "parla di superamento. Rifiutando di essere frenata e costruendo la mia strada". Questo fa riferimento al travagliato rapporto con l'ex etichetta discografica Wind-Up che limitava la sua libertà artistica. Molti hanno interpretato il carillon come un chiaro riferimento a quest'ultima.
La prima strofa parla del "tumulto interno" tra Amy e Ben Moody nell'era Fallen, che ha portato all'abbandono di Moody nell'ottobre 2003. La terza strofa parla della lotta per la democrazia nel mondo, dei leader corrotti e dell'oppressione del governo statunitense.
L'artista ha spiegato in un post su Instagram che la canzone parla di ciò che ha dovuto affrontare e superare nell'industria musicale:
Non permettete che le voci che vi dicono che non siete abbastanza bravi abitino la vostra testa. Non lasciate che scrivano la vostra storia. Non lasciate mai che la paura vi impedisca di essere quello che siete. Quella paura... Io sono. Noi siamo. Meglio senza di te.»
(Amy Lee)

## Video musicale
Il 23 marzo 2021, durante una chiamata su Zoom per un listening party di The Bitter Truth, Amy Lee ha confermato che un video musicale per Better Without You sarebbe stato girato e diretto da Eric D. Howell, già regista di Use My Voice. Le riprese e la produzione sono iniziate il 25 marzo e si sono concluse il 28 marzo per poi essere mostrato in anteprima il 16 aprile.
Nel video sono presenti diverse citazioni ad album ed epoche passate, anche se la cantante non ha mai confermato nessuno di essi, dicendo che è stato divertente vedere i fan interpretare tutti i "piccoli riferimenti". Ha detto che il vestito indossato dal ballerino fantasma che segue nel video è ispirato al vestito subacqueo che indossava in Going Under.

## Tracce
1. Better Without You – 4:05 (Amy Lee, Tim McCord, Troy McLawhorn, Will Hunt, Nick Raskulinecz)

## Formazione
- Amy Lee – voce, tastiera, pianoforte
- Troy McLawhorn – chitarra
- Jen Majura – chitarra
- Tim McCord – basso
- Will Hunt – batteria